# Neil Harris (calciatore 1894)
Neil Harris (Tollcross, 30 ottobre 1894 – 3 dicembre 1941) è stato un allenatore di calcio e calciatore scozzese, di ruolo attaccante.